# حادثة كاوهسيونغ
تُعدّ حادثة كاوهسيونج (بالإنجليزية: Kaohsiung Incident)‏ والمعروفة أيضًا باسم حادثة فورموسا (بالإنجليزية: Formosa Incident) أو حادثة ميليداو (بالإنجليزية: Meilidao Incident) أو حادثة فورموسا ماغازين (بالإنجليزية: Formosa Magazine incident)، بمثابة عمليات قمع ضد التظاهرات المؤيدة للديمقراطية التي وقعت في كاوهسيونغ، تايوان، في 10 ديسمبر عام 1979 خلال فترة حكم القانون العرفي في تايوان.
وقعت الحادثة عند قيام فورموسا ماغازين، برئاسة السجين السياسي المُحرَّر شيه مينغ-تيه والمحارب القديم المخضرم من مجلس الديوان التشريعي هوانغ شين-شيه إلى جانب مجموعة من السَّاسة المعارضين، بتنظيم مظاهرة احتفالًا بيوم حقوق الإنسان بهدف المطالبة بالديمقراطية وتعزيزها في تايوان. وفي ذلك الوقت، تمتعت جمهورية الصين بنظام الحزب الواحد إذ كانت تستخدم الحكومة هذا الاحتجاج كذريعة للقبض على الزعماء الرئيسيين للمعارضة السياسية.
تُعتبر حادثة كاوهسيونغ على نطاق واسع حدثًا بارزًا في تاريخ تايوان منذ عام 1945، ونقطة تحول بالنسبة للحركات الديمقراطية في المنطقة. كان لهذا الحدث تأثيرًا هامًا يتمثل في تحفيز المجتمع التايواني وتشجيع تحرُّكه السياسي، وهو يُعتبر واحدًا من الأحداث التي أدَّت في النهاية إلى نشوء الديمقراطية في تايوان.

## الخلفية التاريخية
منذ عام 1949 حتى تسعينيات القرن العشرين، تمتعت تايوان، بشكل فعلي، بنظام الحزب الواحد تحت حكم الكومينتانغ (كيه إم تي) (الحزب القومي الصيني). في أواخر السبعينات، نظَّم العديد من معارضي الحزب القومي الصيني السَّاعين إلى الديمقراطية بشكل تدريجي أنفسهم كمعسكر للمعارضة، بعد إنشاء صحيفة تايوان بوليتيكال ريفيو من قِبَل كانغ نينغ-سيانغ عام 1975. وقد وصف هؤلاء المعارضون أنفسهم بأنهم تابعين لحركة «تانغواي»، بمعناها الحرفي «خارج الحزب». في الطُّبعة الخامسة من هذا التقرير المُصدرة بتاريخ 27 ديسمبر عام 1976، نُشِرَت مقالة بعنوان «جانبي المنطق - مناقشة مسائية مع فو كونغ والبروفيسور ليو» والتي أدَّت إلى إلغاء ترخيص الناشر. في انتخابات عام 1977، وسَّعت حركة تانغواي نطاق الدعم بشكل كبير وفازت بعدد من المقاعد أكبر من أي وقت مضى. أظهرت نتائج الانتخابات قدرة حركة تانغواي كحزب شبه مُعارض لحزب الكومينتانغ الحاكم وأرست الطريق للحركة الجماعية التي تلت ذلك.
في 16 ديسمبر عام 1978، أعلن الرئيس الأمريكي جيمي كارتر أن الولايات المتحدة ستقطع علاقاتها الرسمية مع جمهورية الصين اعتبارًا من 1 يناير عام 1979. عُدَّ هذا القرار أخطر تحدٍّ لحكومة تايوان منذ أن فقدت مقعدها في الأمم المتحدة لصالح جمهورية الصين الشعبية عام 1971. وعلى الفور، أجَّل الرئيس تشيانغ تشينغ كو جميع الانتخابات دون تحديد موعد نهائي للمباشرة بها. أما حركة تانغواي، التي كسبت تأييدًا كبيرًا طوال تلك المدة، أُصيبت بالإحباط والخيبة إزاء قرار الرئيس تشيانغ وذلك لأنه قد علَّق الطريقة الشرعية الوحيدة التي يمكن أن يستخدمها أعضاء الحركة للتعبير عن آرائهم.
سُرعان ما قدَّم زعيم تانغواي، هوانغ شين - شيه ورفاقه، التماسًا لحكومة الحزب القومي الصيني لاستعادة الانتخابات، لكن تمَّ رفض ذلك. في 21 يناير عام 1979، اعتقل الحزب القومي الصيني الزعيم يو تانغ فا من زعماء حركة التانغواي ونجله بتهمة الدعاية للحزب الشيوعي الصيني. اعتبرت حركة تانغواي اعتقال الزعيم يو كإشارة إلى القمع الكامل ثم قررت بذل جهد في محاولة أخيرة لتنظيم مظاهرات متطرفة في الشارع، ما أدَّى إلى تصاعد الصراع بين الحزب القومي الصيني المحافظ وحركة تانغواي.
في مايو عام 1979، تأسَّست صحيفة فورموسا ماغازين من قِبَل هوانغ شين - شيه بهدف تعزيز عضوية حركة تانغواي. في 16 أغسطس عام 1979، نُشرت الطُّبعة الأولى من مقالة تحمل عنوان «تعزيز مشترك للحركات السياسية للجيل الجديد». وقد بيعت هذه الطُّبعة بجميع نسخها التي يبلغ عددها 25 ألف نسخة، بينما بيعت الطبعتين الثانية والثالثة بنحو مائة ألف نسخة، أما الطُّبعة الرابعة فقد وصل مبيعها إلى أكثر من 110 ألف نسخة. في 17 أكتوبر عام 1979، تبنى الاجتماع الـ 22 لأعضاء الكومينتانغ اقتراحًا بحظر الصحيفة عن عملها بعد احتجاج من السفارة الكورية الجنوبية على مقالة أُصدرت في العدد الثاني بعنوان «كشف النقاب عن أسطورة المعجزة الاقتصادية الكورية». عقد أعضاء حركة تانغواي العديد من التجمعات والاحتجاجات العامة، لكن دون إذن رسمي. لكن كان ردّ الحزب القومي الصيني محدودًا، مثل إرسال قوات شرطة أو قوات مكافحة الشغب، لكن دون الشُّروع بأي عمليات قمع ضد تلك التجمعات. ولقد أدَّت ردة الفعل هذه، متدنية المستوى، إلى كسب حركة تانغواي ثقة أكبر بعملها وصلاحياتها التي عملت من خلالها إلى المقاربة من النَّهج الراديكالي.